# Cantó de Masères
El cantó de Masères és un cantó francès del departament de l'Alta Viena, situat al districte de Belac. Té 9 municipis i el cap és Masères.

## Municipis
- Bussiéra Bòufin
- Bussiére
- Ga Jaubèrt
- Masères
- Monsteiròu
- Mòrta Mar
- Noic
- Sent Barbant
- Sent Marçau

## Història
| Data d'elecció                           | Identitat          | Partit         | Qualitat |
| ---------------------------------------- | ------------------ | -------------- | -------- |
| 1958-1976                                | André Reynaud      | Divers gauche  |          |
| 1988-2001                                | Roger Villessot    | PCF            |          |
| 2001-                                    | Jean-Claude Bonnet | sense etiqueta |          |
| les dades anteriors no són pas conegudes |                    |                |          |
|                                          |                    |                |          |

## Demografia
| 1962  | 1968  | 1975  | 1982  | 1990  | 1999  | 2006  |
| ----- | ----- | ----- | ----- | ----- | ----- | ----- |
| 4.737 | 5.355 | 4.771 | 4.335 | 3.826 | 3.671 | 3.725 |